# Sinclair Oil Corporation
Sinclair Oil Corporation je americká společnost zabývající se zpracováním ropy. Založil ji Harry F. Sinclair 1. května 1916 pod názvem Sinclair Oil and Refining Corporation. Vznikla spojením pěti menších ropných společností. Jde o jednu z největších amerických soukromě vlastněných korporací. Sinclair Oil Corporation vlastní síť rafinérií, čerpacích stanic, hotelů, ski rezortů a rančů.